# Malacosoma laurae
Malacosoma laurae is een vlinder uit de familie spinners. De wetenschappelijke naam is voor het eerst geldig gepubliceerd in 1977 door Lajonquiere.
De soort komt voor in Europa.